# Portal de Soledad (estación)
Portal de Soledad es una de las estaciones que forma parte del sistema de transporte masivo de Barranquilla, Transmetro, inaugurado en 2010.
Durante la tercera administración del alcalde de Barranquilla, Alejandro Char, la estación del Portal de Soledad fue intervenida, junto con otras estaciones por orden de los $1950 millones de pesos. El plan de recuperación contempló la mejora en el cercamiento de la edificación y las puertas giratorias, además de muros columnas y los frontones de fachadas. Además se completaron otros trabajos como la mejora en las estructuras metálicas, cubiertas, taquillas y cerramientos, así como también parte de las luminarias y la señalética. Los trabajos se realizaron como parte de la recuperación y mejora de todo el mobiliario e infraestructura de las estaciones de Transmetro.
Esta estación beneficia a toda la población de Soledad, siendo el cuarto municipio más grande del Área metropolitana de Barranquilla, y uno de las más poblados en la Región Caribe y Colombia.

## Ubicación
La estación se encuentra ubicada en las cercanías del barrio Nuevo Milenio, Soledad, más específicamente en la calle 65 # 13 - 445.
En los alrededores de la estación se encuentran varios sitios de interés:
- Terminal Metropolitana de Transportes de Barranquilla.[7]
- Supermercado del Grupo Empresarial Olímpica.
- Centro Comercial Portal de Soledad.

## Etimología
El nombre de la estación obedece al sitio estratégico donde se encuentra localizado, en Soledad (Atlántico).